# کوله‌سیستوکینین
کوله‌سیستوکینین (به انگلیسی: Cholecystokinin) یک هورمون پپتیدی معدی-روده‌ای است که در دستگاه گوارش تولید و آزاد می‌شود و به هضم پروتئین و چربی کمک می‌کند. این هورمون را به طور کلی میتوان پلیس فعالیت های روده باریک در هنگام ورود غذا نامید که باعث پیشروی بعضی موارد و جلوگیری از فعالیت برخی موارد می‌شود.

## تأثیرات گوارشی
هورمون کوله‌سیستوکینین پس از ترشح کیموس معدی به دوازدهه از سلول‌های انترو اندوکرین اپیتلیوم دوازدهه ترشح می‌شود. اسید درون دوازدهه باعث ترشح سکرتین، و مواد حاصل از هضم چربی و پروتئین باعث آزادشدن کوله‌سیستوکینین می‌شوند. ترشحات پانکراس توسط سیستم خودمختار پاراسمپاتیک (شاخه‌ای ازعصب واگ) که به سلول‌های ترشحی ختم می‌گردند و همچنین هورمون سکرتین و هورمون کوله‌سیستوکینین کنترل می‌گردد . CCK موجب ترشح آنزیمهای لوزالمعده به داخل روده می‌شود.
کوله‌سیستوکینین همچنین موجب آزاد شدن انسولین از سلول‌های پانکراس می‌شود.

## تأثیر بر سیری
وارد کردن کوله‌سیستوکینین به بدن موش‌ها پس از خوردن یک مادهٔ ناآشنا، بیزاری شرطی از طعم آن ماده ایجاد می‌کند. در انسان نیز کوله‌سیستوکینین حالت تهوع ایجاد می‌کند. اما کوله‌سیستوکینین در مقادیری که خیلی کمتر از مقادیر لازم برای ایجاد بیزاری در موش‌ها است، اشتها و خوردن را کم می‌کند و بنابراین می‌توان آنر 
ا «پپتید سیری» (یا پپتیدی که اشتها را کم می‌کند.) در نظر گرفت.
گزارش شده که میزان کوله‌سیستوکی‌نین (CCK) (هورمونی که به ایجاد احساس سیری پس از خوردن غذا کمک می‌کند)، در خون افراد مبتلا به پرخوری دوره‌ای کمتر از افراد عادی است

## گیرنده‌ها
کوله سیستوکینین یکی از فراوانترین نوروترانسمیترهای پپتیدی است که در مغز یافت می‌شود. دو نوع گیرنده متفاوت CCK داریم نوع CCK-A که عمدتاً در سیستم گوارشی است هرچند در برخی مناطق مغز نیز یافت می‌شود مانند هیپوکامپ. گیرنده نوع دوم که گیرنده نـوع CCK-B نامیده می‌شود در قسمت‌های مختلف سیستم عصبی مرکزی مشاهده می‌شود.